# Dzerjinscoe
Dzerjinscoe (ros. Дзержинское, Dzierżynskoje; ukr. Дзержинське, Dzerżynśke) – wieś w Mołdawii, faktycznie na terenie nieuznawanego międzynarodowo Naddniestrza, w rejonie Dubosary. Siedziba rady wiejskiej.

## Położenie
Wieś znajduje się na lewym brzegu Dniestru, w bezpośrednim sąsiedztwie miasta Dubosary, do którego przylega od strony północnej. Przez miasto przebiega autostrada z Tyraspola do Kamionki.

## Historia
Miejscowość rozwinęła się na przełomie XVIII i XIX w. przy przeprawie przez Dniestr, w pobliżu placówki celnej i kwarantanny dla przeprawiających się przez rzekę. Po przekroczeniu Dniestru wszyscy musieli zatrzymywać się w tym miejscu na sześć, a następnie szesnaście dni, podczas których sprawdzano, czy nie cierpieli na choroby zakaźne. Miejscowość początkowo nosiła nazwę Karantin – z ros. kwarantanna. Punkt kwarantanny ostatecznie przestał funkcjonować w 1846 r., natomiast placówka celna w Dubosarach w 1831 r. Wieś natomiast przetrwała. W 1913 r. otwarto w niej szkołę cerkiewno-parafialną.
W latach 1920-1940 w Karantinie znajdowało się przejście graniczne między Rumunią a Rosją Radziecką, a następnie ZSRR. W 1922 r. we wsi powstało gospodarstwo Agropunkt utworzone na bazie skonfiskowanego majątku rodziny Łuczinskich; w 1926 r. przekształcono je w sowchoz im. Feliksa Dzierżyńskiego. W latach 1930-1954 we wsi znajdował się ponadto kołchoz "Bolszewik", następnie połączony z kołchozem im. XXI zjazdu KPZR we wsi Lunga. W 1955 r. połączono natomiast sowchoz im. Dzierżyńskiego z sowchozem we wsi Crasnîi Vinogradari. W 1968 r. nazwę wsi Karantin zmieniono oficjalnie na Dzerjinscoe (Dzierżynskoje).
W rejonie Dzerjinscoe toczyły się walki w pierwszej połowie grudnia 1991 r., podczas wojny domowej w Mołdawii (wojny o Naddniestrze). Następnie w marcu 1992 r. we wsi stacjonował oddział naddniestrzańskiego pospolitego ruszenia, biorącego udział w udanej obronie Dubosar przed atakującym przez Dniestr wojskami mołdawskimi.

## Infrastruktura i demografia
We wsi znajduje się szkoła podstawowa z wykładowym językiem rosyjskim, przedszkole oraz placówka pocztowa. W 2009 r. w miejscowości w budynku dawnego magazynu utworzono parafialną cerkiew prawosławną pod wezwaniem Opieki Matki Bożej, w strukturze dekanatu dubosarskiego eparchii tyraspolskiej i dubosarskiej.
W 2009 r. w Dzerjinskim żyły 1193 osoby. Wśród mieszkańców wsi przeważają osoby w podeszłym wieku. Według spisu powszechnego w Naddniestrzu w 2004 r. struktura narodowościowa wsi przedstawiała się następująco:
- 454 Ukraińców,
- 427 Rosjan,
- 366 Mołdawian,
- 7 Gagauzów,
- 5 Białorusinów,
- 4 Bułgarów,
- 1 Niemiec,
- 7 osób deklarujących inną narodowość[6].

## Pomnik
Na terenie wsi znajduje się Kurhan Sławy upamiętniający zwycięstwo Armii Czerwonej w 1944 r. Pod kurhanem pochowanych zostało pięciu Bohaterów Związku Radzieckiego: urodzony w Dubosarach i zmarły w 1964 r. Nikołaj Alfierjew, osiadły po wojnie w mieście Iwan Fiedosow oraz polegli w bitwie w rejonie dubosarskim Iwan Krasikow, Grigorij Korniejew oraz Iwan Szykunow.